# Saint-Baslemont
Saint-Baslemont è un comune francese di 91 abitanti situato nel dipartimento dei Vosgi nella regione del Grand Est.

## Società

### Evoluzione demografica
Abitanti censiti